# Raymond Corbey
Raymond Hubertus Antonius Corbey (Susteren, 27 juni 1954) is een Nederlandse filosoof en cultureel antropoloog. Hij is hoogleraar in zowel wetenschapsfilosofie als culturele antropologie aan de Universiteit Leiden.

## Academisch
Corbey behaalde kandidaatsexamens in de filosofie, culturele antropologie en psychologie aan de Radboud Universiteit Nijmegen. Daarop volgde eveneens in Nijmegen nog een doctoraalexamen en een promotie tot dr. in de filosofie. Van 1990 tot 2016 was hij tevens werkzaam aan de School of Humanities van de Universiteit van Tilburg. 
Als onderzoeker houdt Corbey zich voornamelijk bezig met veranderingen in de visies op de verhouding natuur-cultuur en dier-mens. In dat kader is hij vooral geïnteresseerd in de receptie van de evolutietheorie in de filosofie en in de menswetenschappen. Daarnaast publiceert hij regelmatig over de verhouding van culturen, met name wat betreft westerse visies en praktijken (etnografie, missie en zending, fotografie, verzamelen) met betrekking tot schriftloze culturen en hun rituele kunst. Als wetenschapsfilosoof richt hij zich vooral op grondslagen en geschiedenis van de antropologische disciplines (culturele antropologie, evolutionaire antropologie, archeologie). Als cultureel antropoloog werkt hij nadrukkelijk vanuit een holistische four fields (culturele antropologie, biologische antropologie, archeologie, linguïstiek) perspectief. In beide opzichten gaat zijn speciale aandacht uit naar de tegenstelling tussen hermeneutische (interpretatieve) en objectief-verklarende (natuurwetenschappelijke, naturalistische) benaderingen.

## De metafysiek van mensapen
Een van Corbeys belangrijke werken is The metaphysics of apes: Negotiating the animal/human boundary. Hierin onderzoekt hij de geschiedenis van het wetenschappelijk onderzoek naar mensen, mensapen en vroege mensachtigen, van Linnaeus via Darwin tot huidig onderzoek naar onder meer menselijke cultuur en het gedrag van mensapen. Het idee dat de mens uniek is en hoog boven andere dieren staat blijkt hierin een maatgevende rol te hebben gespeeld. Deze vooronderstelling is nog steeds bepalend voor de culturele antropologie en het idee van geesteswetenschappen als de studie van "hogere" momenten van de mens, zoals moraal, symboliek, zingeving. Corbey onderzoekt de wortels van het idee van de unieke aard en waardigheid van mensen in de Europese filosofie, de christelijke religie en de culturele levenshouding van de Europese middenklasse. Hij laat zien hoe genoemde disciplines op een bepaalde manier zelf een exponent zijn van de - in dit geval Europese - cultuur die ze analyseren. Als zodanig behoeven ze zelf het soort analyse dat dit boek biedt. The metaphysics of apes sluit aan bij Corbey's Wildheid en beschaving: de Europese verbeelding van Afrika (1989), dat zich veeleer richtte op etnocentrisme, en minder op antropocentrisme.

## Selectieve bibliografie
- De mens een dier?: Scheler, Plessner en de crisis van het traditionele mensbeeld (proefschrift, 1988)
- Wildheid en beschaving: de Europese verbeelding van Afrika (1989). Baarn: Ambo.
- Natuur en cultuur: Beschouwingen op het raakvlak van antropologie en filosofie (ed., met Paul van der Grijp, 1990)
- Alterity, identity, image: Selves and others in society and scholarship (ed., met Joep Leerssen, 1991)
- Ape, man, apeman: Changing views since 1600 (ed., met Bert Theunissen, 1995)
- Tribal art traffic: A chronicle of taste, trade and desire in colonial and post-colonial times (2000)
- Studying Human Origins: Disciplinary History and Epistemology (ed., met Wil Roebroeks, 2001). Amsterdam: Amsterdam University Press, 2001 (ISBN 90 5356 464 0)
- The Metaphysics of Apes: Negotiating the Animal-Human Boundary, Cambridge: Cambridge University Press (2005)
- Headhunters from the swamps: The Marind Anim of New Guinea as seen by the Missionaries of the Sacred Heart, 1905-1925 (2010)
- The politics of species: Reshaping our relationships with other animals. Cambridge and New York: Cambridge University Press (ed., with Annette Lanjouw, 2013)
- The European scholarly reception of "primitive art" in the decades around 1900 (ed. met Wilfried van Damme), speciaal nummer van het Journal of Art Historiography 12 (Juni 2015)
- Of jars and gongs: Two keys to Ot Danum Dayak cosmology, Leiden: Zwartenkot Art Books (2016)
- Raja Ampat Ritual Art; Spirit Priests and Ancestor Cults in New Guinea's far West. Leiden: C. Zwartenkot Art Books (2017)
- Jurookng; Shamanic Amulets from Southeast Borneo. Leiden: C. Zwartenkot Art Books (2018)
- Korwar; Northwest New Guinea Ritual Art according to Missionary Sources. Leiden: C. Zwartenkot Art Books, (2019)
- 'Snelnaam en doopnaam bij de Marind Anim van Nieuw-Guinea', in: Tribale Kunst 8(2), zomer 2020, p. 8-13